# Magda Donato
Magda Donato, eigentlicher Name Carmen Eva Nelken Mansberger (* 6. Februar 1898 in Madrid; † 3. November 1966 in Mexiko-Stadt), war eine spanische Journalistin, Dramatikerin, Autorin, Schauspielerin und Frauenrechtlerin, die nach dem Spanischen Bürgerkrieg nach Mexiko ins Exil gehen musste. Sie war die Schwester der Schriftstellerin und Politikerin Margarita Nelken.

## Leben

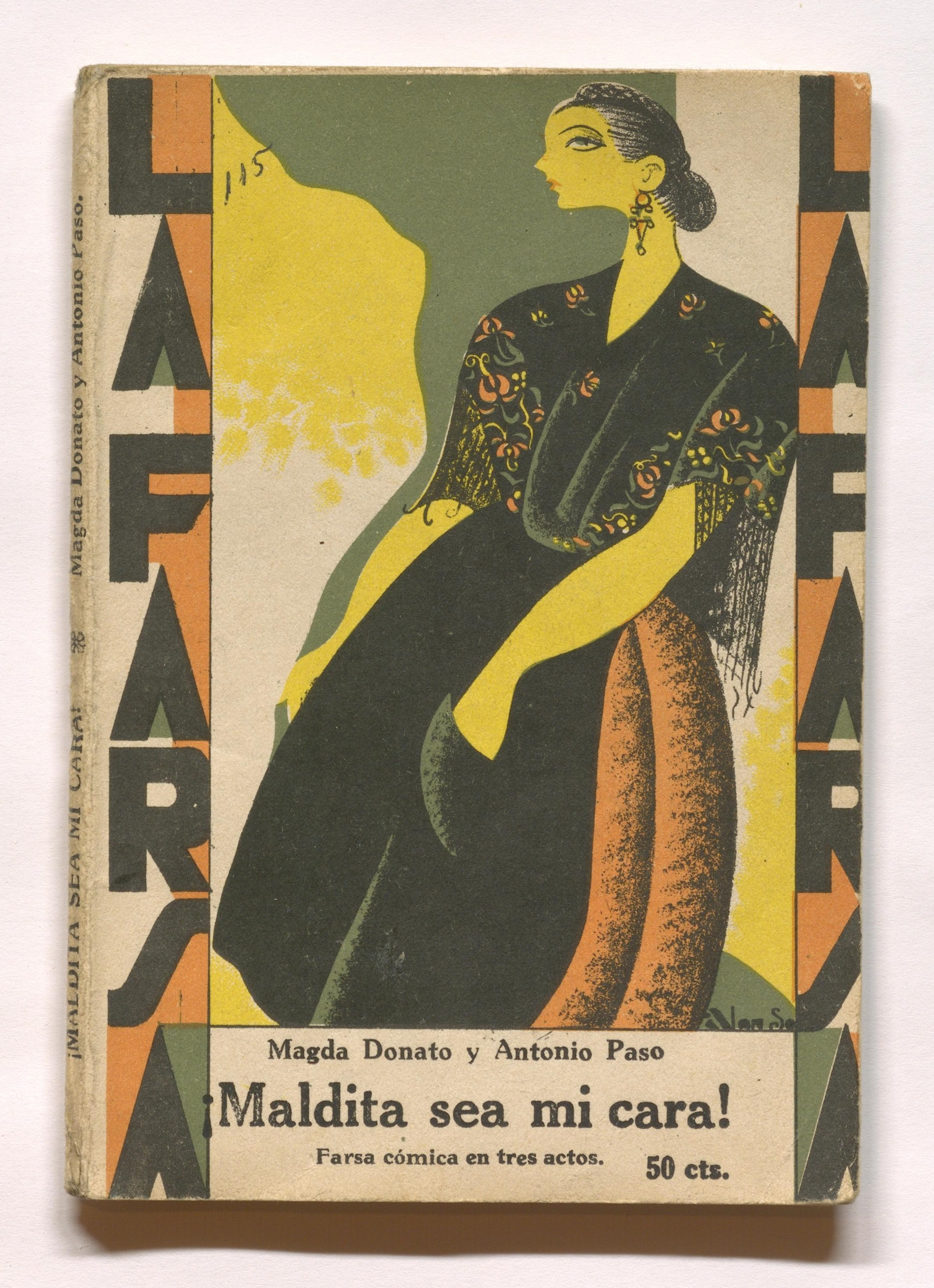
Titel von ¡Maldita sea mi cara! von Magda Donato und Antonio Paso, 1929

Carmen Eva Nelken Mansberger wurde als Tochter einer aus Deutschland stammenden jüdischen Kaufmannsfamilie geboren. Ihr Vater war ein spanischer Juwelier, und ihre in Frankreich geborene Mutter war die Tochter eines Uhrmachers, der 1889 nach Madrid gegangen war, um als Hofuhrmacher zu arbeiten, und außerdem ein Uhren- und Schmuckgeschäft besaß. Ihre wohlhabende Familie ermöglichte ihr eine gründliche Schulausbildung an höheren Schulen, was für Frauen zu jener Zeit nicht die Regel war.
Im Jahr 1917, im Alter von neunzehn Jahren, begann sie für die Zeitung El Imparcial zu schreiben, die sich im Besitz der Familie Gasset befand, wobei sie für die Rubrik „Femeninas“ zuständig war und die Kolumnen schrieb. Diese ersten Artikel, die von Januar 1917 bis Juni 1918 erschienen und zunächst der Mode gewidmet waren, entwickelten sich allmählich zu anderen, allgemeineren Themen, die für Frauen von Interesse waren. 1920 begann sie ihre Zusammenarbeit mit España, einer der renommiertesten Kulturzeitschriften der damaligen Zeit, in der sie eine Kolumne über Feminismus veröffentlichte. Später veröffentlichte sie ihre Kolumne in anderen Madrider Zeitungen und Kulturzeitschriften wie Estampa, El Liberal, La Tribuna, Heraldo de Madrid, Informaciones oder Blanco y Negro. Sie unterzeichnete ihre Artikel mit „Magda Donato“, um sich gegen ihre ältere Schwester Margarita Nelken abzugrenzen.
Donato brach in ihren Schriften und in ihren unbekannter gebliebenen Kinderbüchern mit dem Anfang des Jahrhunderts typischen weiblichen Stereotyp der Frau als auf die häusliche Sphäre beschränkt und zentriert. Sie war fortschrittlich und feministisch und analysierte die den Frauen vorbehaltene Rolle in der Gesellschaft und der Arbeit. Sie war Mitglied der Unión Mujeres de España, einer von María de la O Lejárraga geleiteten Organisation, die sich am Sozialismus orientierte, und stand dem von der Asociación Nacional de Mujeres Españolas unter der Leitung von María Espinosa de los Monteros vertretenen Feminismus kritisch gegenüber, den sie für zu gemäßigt und katholisch hielt.
1939 wurde sie durch den spanischen Bürgerkrieg ins Exil gezwungen, ging nach Frankreich und kam im November 1941 nach Mexiko, wo sie eine Karriere als Schauspielerin begann. In den Jahren 1950 bis 1963 spielte sie Nebenrollen in rund vierzig Filmen und einer Handvoll Seifenopern. Zusammen mit ihrem Partner Salvador Bartolozzi, mit dem sie schon früher an Kinderbüchern gearbeitet hatte, schrieb sie Theaterstücke für Jugendliche wie Pinocho en el país de los cuentos und Aventuras de Cucuruchito y Pinocho, die in den 1940er Jahren in Mexiko uraufgeführt wurden. Zu ihren bekanntesten Filmen zählen La liga de las muchachas (1949), Curvas peligrosas (1950), El amor no es negocio (1949) und Caperucita y Pulgarcito contra los monstruos (1960). Ihre Arbeit als Schauspielerin wurde 1960 mit dem Preis der Agrupación de Críticos de Teatro (Verband der Theaterkritiker) für die beste Schauspielerin gewürdigt.
Nach ihrem Tod 1966 in Mexiko-Stadt koordinierte Mada Carreño, ihre Freundin und Nachlassverwalterin, die Verleihung eines „Magda-Donato-Preises“, mit dem das beste geschriebene Werk des Jahres gewürdigt werden sollte und der bis zu CarreñosTod im Jahr 1973 von der Asociación Nacional de Directores y Actores vergeben wurde.

## Werke (Auswahl)
- La carabina (1924)
- ¡Maldita sea mi cara! (1929, Online)
- La protegida de las flores (ca. 1930[5])
- Las otras dos  (1931)

Zeitungsartikel (Beispiele)
- La hermosa carnicera, Beitrag über das Leben im Frauengefängnis von Magda Donato in: Ahora, 8. September 1931, S. 11, abgerufen am 29. August 2023.
- La vida en la cárcel de mujeres, Beitrag über das Leben im Frauengefängnis von Magda Donato in: Ahora, 2. Juli 1933, S. 24 f., abgerufen am 29. August 2023.
- Reportaje de guerra, Beitrag zum Krieg von Magda Donato in: El Pueblo Manchego,  4. März 1937, abgerufen am 29. August 2023.